# Sarneraa
Die Sarneraa (gelegentlich auch Sarner Aa) ist ein rund 10 Kilometer langer Zufluss des Vierwaldstättersees im Kanton Obwalden in der Zentralschweiz.

## Verlauf
Die Sarneraa entspringt dem Lungernsee, den sie eingedolt verlässt. In einem kleinen Wäldchen bei Mutzenloch tritt sie dann erstmals an die Oberfläche.
Die Wasserkraft im Bereich der 190 m hohen Talstufe zwischen dem Lungernsee und Giswil wird durch das Kraftwerk Lungerersee genutzt. Deshalb wird der Abfluss des Lungernsees bei Kaiserstuhl unterirdisch durch einen Druckstollen geleitet. Nachdem die Wasserkraft in der unterirdischen Kraftwerkszentral Unteraa zur Erzeugung elektrischen Stroms genutzt wurde, tritt der Fluss im Aaried, dem Talboden südlich von Giswil, wieder zutage. Ab hier wird er in seinem Mittellauf Aa oder Aawasser genannt. Er fliesst durch Giswil und vereinigt sich mit dem Giswiler Lauibach von Westen. Als Dreiwässerkanal mündet der Fluss nach 2 km nördlich von Giswil in den Sarnersee. Die Kleine Melchaa fliesst seit dem Abschluss des Hochwasserschutz-Projektes 2015 nicht mehr in den Dreiwässerkanal, sondern direkt in den Sarnersee.
Ein weiterer bedeutender Nebenfluss ist die Grosse Melchaa, die zwischen Sachseln und Sarnen in den Sarnersee mündet. Bis zur Umleitung aus Hochwasserschutzgründen im Jahr 1880 floss die Grosse Melchaa nicht in den Sarnersee, sondern am Ortsrand von Sarnen entlang und mündete nördlich von Sarnen in die Sarneraa.
Im Unterlauf nördlich des Sarnersees heisst der Fluss nun Sarneraa. Sie fliesst kanalisiert und begradigt im Sarneraatal nach Nordnordosten durch Sarnen und den Wichelsee, der unter Naturschutz steht. Ab der Staustufe des Wichelsees fliesst der grösste Teil des Wassers durch einen 1860 m langen Druckstollen mit 23 m Nettogefälle zu dem Niederdruck-Laufkraftwerk Eichi und fliesst ab dort wieder in das Flussbett. Zuvor nimmt die Sarneraa von links das Wasser der Grossen Schliere auf. Danach fliesst sie dem Westfuss des Mueterschwanderbergs entlang und mündet östlich von Alpnachstad in den Alpnachersee. Die Mündung liegt im Naturschutzgebiet Städerried, das ein national geschütztes Auen- und Flachmoorgebiet ist.

## Hochwasser
Beim Hochwasser im August 2005 überflutete die Sarneraa unterhalb des Sarnersees grosse Landstriche. Um derartigen Ereignissen vorzubeugen, soll der Abfluss der Sarner Aa auf eine Kapazität von 150 m³ erhöht werden. Um dieses Schutzziel zu erreichen, hat das Obwaldner Volk in einer Volksabstimmung am 26. September 2010 beschlossen, dass die beiden Projektvarianten «Sarneraa mit Hochwasserentlastungsstollen Ost» und «Sarneraa tiefergelegt und verbreitert» auf den gleichen Planungsstand auszuarbeiten sind. 2014 entschied sich der Regierungsrat für die Variante «Sarneraa mit Hochwasserentlastungsstollen Ost» und legte in der Folge dem Kantonsrat eine entsprechende Gesetzesvorlage für die Planung, den Bau und die Realisierung dieser Variante vor, die dieser genehmigte. Am 28. September 2014 sagte auch das Obwaldner Stimmvolk Ja zur Vorlage. Der Hochwasserentlastungsstollen wird von 2021 bis 2024 erstellt. Der Durchschlag der Tunnelbohrmaschine erfolgte am 15. März 2023.

## Brücken
Auf ihrem Weg wird sie von rund 30 Brücken überquert.